# بحيرة مانيارا
بحيرة مانيارا هي بحيرة ضحلة في شرق أفريقيا المتصدع في منطقة مانيارا في تنزانيا. قال إرنست همنغواي  ليكون «أروع بحيرة [...] في أفريقيا»، كما أنه موطن لمجموعة متنوعة من المناظر الطبيعية والحياة البرية.
يأتي اسم مانيارا من كلمة ماسانا (Maasai)، وهي نوع من نباتات الفربيون (فربيون) من النباتات التي تزرع في محيط منزل عائلي (صبار أم اللبن). [الاقتباس] الاسم «هو وصف ماساي ليس من أجل البحيرة، ولكن في عامًا لمنطقة شاطئ البحيرة.»
تغطي مياه البحيرة القلوية (مع الأس الهيدروجيني قرب 9.5 ) من 127 مترًا مربعًا (329 كم 2) من حديقة بحيرة مانيارا الوطنية، حوالي 89 ميلاً مربعًا (231 كم 2)، على الرغم من أن المنطقة ودرجة الحموضة تتقلبان على نطاق واسع مع الفصول، وتكشف فترات الجفاف عن مساحات كبيرة من الشقق الطينية. بينما تشتهر البحيرة بالحيوان الرباح هو جنس من الحيوانات يتبع فصيلة سعادين العالم القديم من رتبة الرئيسيات. وهو قرد من القرود الكبيرة في مملكة القرود البدائية. فإن ضواحيها هي أيضًا موطنًا للآكلات العشبية مثل أفراس النهر، والظباء، والفيلة، والحيوانات البرية، والجاموس، والخنازير، والزرافات. تلاحظ أشجار التين العملاقة والماهوجني في غابة المياه الجوفية مباشرة حول بوابات المنتزه، وهي ترسم الغذاء من الينابيع الجوفية التي تتجدد باستمرار من مرتفعات الحفرة مباشرة فوق حوض مانيارا. إن السهول الفيضانية هي التي تبعد عن الغابة إلى أطراف بحيرة مانيارا. إلى الجنوب يمكن رؤية غابات الأكاسيا. من الصعب العثور على النمور، على الرغم من وفرتهم، تماما مثل غيرها من الحيوانات آكلة اللحوم المراوغة - الأسود - في هذه الحديقة.

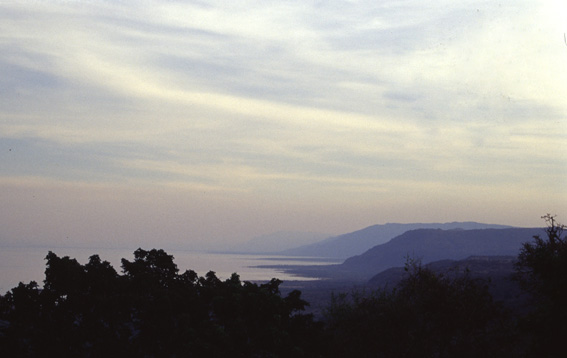
بحيرة مانيارا، بعد غروب الشمس.

توفر بحيرة مانيارا فرصًا لعلماء الطيور الذين يحرصون على مشاهدة ومراقبة أكثر من 300 طائر مهاجر، بما في ذلك طائر النحام، والنسر المتوج منذ فترة طويلة، وصياد السمك رمادي الرأس.
وبوجود بوابة مدخل تتضاعف كمخرج، فإن درب حديقة بحيرة مانيارا القومية هو حلقة فعالة يمكن عبورها بسيارة جيب في غضون بضع ساعات والتي قد تمتد إلى أكثر من ذلك في الأحوال الأخرى، إذا كانت تسير ببطء، للمراقبة والتمتع بتنوع النباتات والحيوانات. يشكل الوادي المتصدع في الوادي المتصدع معلماً بارزًا، ويوفر خلفية رائعة لبحيرة مانيارا.
في شرق بحيرة مانيارا تقع ممر الحياة البرية كواكوشينجا، الذي يسمح للحياة البرية بالهجرة بين مناطق التشتت والحدائق التي تشمل منتزه تارانجير الوطني في الجنوب الشرقي، وبحيرة مانيارا في الغرب، وحوض إنكاروكا إلى الشمال. تقع العديد من القرى داخل ممر كواكوشينجا، وتشمل قرية أول توكاي وأسيلالي على طول ضفاف البحيرة.
بعيدا عن البحيرة وخارج أراضي القرية، توجد مزرعة مانيارا التي تبلغ مساحتها 44000 فدان، منها 35000 فدان تضم محمية مانيارا رانش. الذي يعتبر مشروع رائد في مجال الحفاظ على البيئة والسياحة تدعمه المؤسسة الأفريقية للحياة البرية، وصندوق حفظ الأراضي في تنزانيا، وشركة مانيارا رانش للصيانة. على الرغم من أنها ليست حديقة، إلا أنها تحتوي على حيوانات البرية المهاجرة، بما في ذلك الفيل والأسد والجاموس والفهد والسهول الأكثر شيوعًا.
تعد بحيرة مانيارا جزءًا من محمية بحيرة مانيارا الحيوية، التي أنشأتها اليونسكو في عام 1981 كجزء من برنامج الإنسان والمحيط الحيوي.

## وصلات خارجية
- https://web.archive.org/web/20090123235557/http://tanzaniatouristboard.com/places_to_go/national_parks_and_reserves/lake_manyara